# ريكا ماتسويا
ريكا ماتسويا (増矢 理花) (14 سبتمبر 1995 في توكوشيما في اليابان – )؛ هي لاعبة كرة قدم كانت تلعب كمهاجم. ولعبت مع منتخب اليابان لكرة القدم للسيدات.

## وصلات خارجية
- ريكا ماتسويا على موقع الاتحاد الدولي (مؤرشف)  (الإنجليزية)
- ريكا ماتسويا على موقع قاعدة بيانات كرة القدم.إي يو (الإنجليزية)
- ريكا ماتسويا على موقع Soccerway.com (الإنجليزية)
- ريكا ماتسويا على موقع عالم كرة القدم.نت (الإنجليزية)